# مستقبل النوم
مستقبل النوم (بالإنجليزية: Morpheus : or, The future of sleep) كتاب لأستاذ الفسيولوجيا الإسكتلندي ديفيد فريزر- هاريس (1867 - 1937) صدر باللغة الإنجليزية في 1928  عن دار نشر ك. بول، ترينش، تروبنر وشركاه المحدودة في 94 صفحة، كما صدر في نفس الوقت في الولايات المتحدة – نيويورك عن دار إي بي داتون وشركاه للنشر. صدرت الترجمة العربية عام 1948  ثم صدر عام 2018 عن مؤسسة هنداوي في 47 صفحة، وعام 2019 عن وكالة الصحافة العربية للنشر في 116 صفحة. يبحث الكتاب في المعجزة العالمية التي تتكرر كل يوم وهي «النوم».

## محتوى الكتاب
(1) مقدمة
(2) النوم والأرق
(3) النوم من الوجهة الصحية
(4) الأحلام
(5) مُستقبل النوم

## توقعات الكاتب لمستقبل النوم
كتب ديفيد فريزر هاريس عام 1928 متوقعاً اهتمام العالم بالنوم فأعطى هذه الصورة:
لا أقلَّ من أن يعترفَ الناس في مستقبل الأزمان بأن النوم وظيفة من وظائف الجسم اللازمة له لزوم التنفُّس والأكل والشرب والإفراز. ولقد كان حقُّ الإنسان في أن يأكل ويشرب - أي في أن يعيش - من الحقوق التي يَعترف بها الناس في جميع العصور، وتُقرُّها الشرائع حتى أكثرها عيوبًا وأقلها رُقيًّا؛ ولذلك يرأف القضاة بالشخص الذي يَسرق الطعام إذا كان جائعًا، أو إذا كان أبناؤه وزوجه جياعًا.
سيرى الناس في المستقبل أنَّ النوم خليق بأن يكون من موضوعات الصحة التي يُشرع لها كما يشرع للطعام والشراب والمجاري. ولن يجادل إنسان قط في أن من حق أطفال الأسر جميعًا على اختلاف طبقاتها أن يتمتَّعوا بالراحة المتصلة الكاملة، ولأطباء معهد سنت أندرو ملاحظات طريفة في هذا الموضوع وردَت في تقريرهم السنوي الخامس؛ فقد قالوا: «إنَّ بعض الأطفال الذين ينشئون في بيئة صاخبة مُضطربة لا يَنمون نموًّا حسنًا على الرغم مما يُبذل في تنظيم غذائهم من العناية الفائقة، فإذا نُقل هؤلاء الأطفال إلى أوساط هادئة مريحة ظهر التحسن في صحتهم على الفور.»
وسوف يكون إزعاج الأطفال من نومهم في مدن المُستقبَل من الأعمال التي لا يتصوَّرها العقل، وسيُعَدُّ الأرق من الظواهر الصحية الخطيرة التي تستوجب العناية؛ كالربو وسوء الهضم والإمساك. وسوف يعترف الناس عامة بأن من حق كل كبير أن يَقضيَ ثماني ساعات في كل ليلة في نوم هادئ مريح، وأن هذا الحق مقدَّس كحقِّ الحياة؛ ذلك أن النوم ليس ميزة يختصُّ به القليلون، بل هو ضرورة جسمية واجبة للناس أجمعين؛ ومن أجل ذلك تراه يتغلَّب على الإنسان على الرغم من كل شيء، على الرغم من الجوع والبؤس وأمر الملوك، والاعتقاد الجازم بأنه سيُشنق في صباح اليوم التالي، وإذا كانت القوانين العسكرية تعدُّ نوم الجندي المتولي الحراسة في نوبتِه جريمةً كبرى يستحقُّ عليها الإعدام، فإن النوم لا يعبأ بالأوامر، ويهزأ بالتقاليد وبالعُرف كما «يهزأ الحب بالأقفال والمفاتيح».
وستنشأ المدن المستقبلة المصمَّمة تصميمًا علميًّا؛ بحيث تكون المستشفيات ودور التمريض متجاورة حتى يُستطاع وقايتها من الجلبة، وسيُراعي ولاة الأمور في هذه المدن أن تمكِّن المرضى من النوم في أي وقت يَشاءون بالليل أو بالنهار، وأن تُمكَّن المُمرِّضات اللاتي يَعملن بالليل من أن ينمْنَ نومًا هادئًا في أثناء النهار، وستُصمَّم المدينة كلها بحيث تطلُّ حجر النوم في البيوت على أماكن هادئة، ولن يكون ذلك من قبيل المصادفات، بل سيعمد إليه عند قصد وتدبير. لقد كان المهندسون الذين يخططون المدن حتى الآن لا يؤمنون بأن النوم ضرورة لازمة للحياة، بل كانوا فيما يبدو يرونه من أسباب الترف، ومن أجل هذا ترانا في هذه الأيام ننام حين نستطيع النوم وحيث نستطيعه، ويكون نومنا عادةً في وسط الجلبة الناشئة من الأصوات المختلفة الأنواع؛ ولذلك نختطف النوم اختطافًا كأنما هو من الفُرَص النادرة أو من الأشياء المحرَّمة.

## مقتطفات من الكتاب
النوم إذن من الناحية العقلية أو النفسية حالة من اللاوعي تتكرَّر بانتظام في كل أربع وعشرين ساعة، وتستمر ما بين ست ساعات وثمان. إلا أنَّ هذه الحال من حالات اللاوعي تتصل بحال من سكون المخ؛ أي عدم نشاطه، ونعني بالمخ هنا أكثر أجزائه نظامًا؛ أي القشرة المخية، وهي مركز الإدراك، فهي إن كانت نشيطة قائمة بعملها كان الوعي، وإن كان نشاطها جزئيًّا أو كانت ساكنة سكونًا كاملًا انعدم، أو صحبته يقظة غير كاملة. فالنوم لا يُطلَق بحقٍّ إلا على عضو الإدراك؛ ولهذا نرى الحيوانات التي انتُزعت أمخاخُها لا تنام أبدًا، وكل جزء مِن الجهاز العصبي واقع أسفل مستوى قشرة المخ لا يَصِّح أن يُقال عنه إنه ينام فعلًا؛ فمِن المؤكَّد أن مركز التنفُّس في بصلة المخِّ يقوم بعمله المعتاد بانتظام في أثناء النوم، إلا ما استطعنا أن نتنفَّس على الإطلاق، فما سمعنا أن كائنًا مَن كان قد اختنق في أثناء نومه، والمراكز الأخرى في هذا الجزء من المخ كالتي تتحكم منها في القلب أو في الأوعية الدموية أو في غدد الهضم، تؤدِّي كلها وظيفته العضوية في أثناء النوم، وإن كان من المحتمَل ألا يكون عملها كاملًا كما يكون في حالة اليقظة. أمَّا المراكز العصبية في النُّخاع الشوكي فتكون أثناء النوم في حالة راحة لا حالة «نوم»، ويتَّضح ذلك من أن أفعالًا عاكسة يمكن حدوثها وقتئذٍ بواسطة هذه المراكز، فاللص في بلاد الهند يحتال على سرقة الحشية من تحت النائم بأن يَجذبها إليه تدريجًا وفي رفق وأناة، ويحدث عند كل مرة يجذبها فيها اضطراب في موضع الجسم، يعقبه رد فعل عضلي يَعدل به الجسم نفسه إلى وضعه الجديد عقب انتقاله من الحشية إلى الأرض، ويحدث ذلك كله من غير أن يَستيقِظَ النائم.
......
أعمق ما يكون النوم في الساعة الأولى منه، وهو أقل منه بعض الشيء في الساعة الثانية، وأخفُّ من ذلك كثيرًا في الساعات التالية جميعها في الأحوال العادية. وقد وصل إلى ذلك علماء وظائف الأعضاء بقياس شدة الأصوات أو الصدمات الكهربائية اللازمة لإيقاظ النائم، ولما كان أكثر النوم إنعاشًا للجسم هو أعمقه، وهو الذي يحدث في الساعة الأولى منه، فقد سُمِّيَ «نوم الجمال».
أما الأسباب التي تؤدي إلى النوم فأول ما يخطر منها بالبال هو التعب؛ فالإنسان لا يستطيع النوم إلا إذا كان مُتعَبًا إلى حدٍّ ما، وما ألذَّ النوم الذي يغشى الرجل السليم الجسم على إثر قدر معقول من التعب، وقد جاء في سفر الجامعة … «ونوم المُشتغل حلو»، ولا يَخرج عن هذا المعنى قول بليريس في رواية سمبلين: «إنَّ الإنسان المُتعَب ينام ملء جفنَيه على حجارة الصوان، أما الكسول المستريح فيجد حشية الزغب جامِدةً مُتعِبة.» وليس التعب من الناحية المادية الموضوعية إلا نوعًا خفيفًا من تسمُّم الدم؛ ذلك أن الإنسان في ساعات يقظته تتكوَّن في عضلاته وفي جهازه العصبي وفي سائر أنسجته مواد قابلة للذوبان، ثمَّ تنتقل هذه المواد إلى الدم، حتى إذا وصلت إلى مادة المخ السنجابية قلَّلت كثيرًا من نشاطها. ويظنُّ أنَّ هذه السموم الكيميائية الناشئة من التعب تزيد المقاومة التي تَلقاها التنبيهات العصبية في مرورها بخلايا المادة السنجابية المُغطية للمخ (الجوهر القشري) إلى حدٍّ تفقد معه نشاطها، فينعدم الإحساس لهذا السبب. ومهما تكن الطريقة التي تؤثِّر بها هذه السموم، فإن الذي لا شكَّ فيه أن التعب الشديد يمكن أن يؤدِّي إلى أعمق أنواع النوم.
وفي وسعنا أن نُسمِّي هذا السبب من أسباب النوم أو هذا النوع من أنواعه بالسبب الكيميائي، وقد وصفه بعضهم بقوله: «إننا نُخمد جذوة مخِّنا برماد نارِ يقظتنا.» ولدينا كثير من الشواهد على هذا النوم الكيميائي الأصل الناشئ من التعب الشديد، من ذلك أن بعض رجال المدفعية في الأزمنة «الطيبة الماضية» كانوا ينامون من فَرط تعبهم بجوار مدافعهم التي تظلُّ تنطلق بجوار آذانهم.
......
والبؤس الشديد ومُعاناة الألم الطويل يؤديان آخر الأمر إلى النوم، وقد كان الناس في «الأيام الطيبة الماضية» أيام التعذيب يَنامون فوق آلاته، ولم يصل علماء وظائف الأعضاء حتى الآن إلى معرفة هذه المواد التي تؤدِّي إلى التعب، وإن كانت جهود كثيرة قد بُذِلَت لعزلها. على أنه مهما تكن حقيقة هذه المواد من الناحية الكيميائية، فإن الذي لا شك فيه أن عملها شبيه بعمل السموم النباتية القلوية، كالمورفين والنيكوتين والسكورال والأتروبين، وغيرها من المواد التي تعطِّل مرور التنبيهات في خلايا الجهاز العصبي، ومن ثمَّ فإن أثر هذا العامل الكيميائي في النوم العادي يختلف عن أثر النوم المُصطَنع الناشئ من المخدِّرات كالبروميد والأثير والكلوروفورم والكحل والكلورال والسلفوتال وغيرها من المنوِّمات التي استُخدِمَت في هذه الأيام.
......
كلنا يعرف أن في مقدور بعض الناس أن يَستيقظوا من نومهم في الوقت الذين يرغبون أن يستيقظوا فيه؛ فهم يحددون ساعة ما يَستيقظون فيها ثمَّ يستيقظون في هذه الساعة نفسها، وليس الوصول إلى هذه القدرة على تقدير الزمن مع فقد الإدراك بالأمر الصعب، بل هو أمر في غاية السهولة، ولسنا نحب أن نجزم بتفسير معين لهذه الظاهرة، ولكنا نقول أن بعضهم يفسِّرُ هذه القدرة بأنها مظهر من مظاهر عمل العقل الباطن أو النِّصف الواعي، وهذا يتطلب الافتراض أن العقل الباطن يستطيع أن يحسب ما يمر من الزمن، ولما كانت معلوماتنا اليقينية عن العقل الباطن قليلة جدًّا، فإنا نَستسمِح القارئ إذا لجأنا إلى تشبيه سهل نشرح له به هذه المسألة؛ فالعقل الباطن في هذه الحالة شبيه بساعة منبِّهة يُدار لَولبها قصدًا لتُملأ، وتُضبَط لكي تدق في وقت معين، وتظل عدتها «دائرة» حتى تَنطلق في هذا الوقت المحدد.
وثمَّة مسألة أخرى جديرة بالذكر؛ وهي أننا نسمع من حين إلى حين عن أشخاص - وهم عادة من النساء صغيرات السن - يَنامون فترات طويلة من الزمن، والناس يسمُّون هذه الحالة غيبوبة أو غشية، وهي من حيث وظائف الأعضاء ذات صِلة بنوم الشتاء عند بعض الحيوانات.
.......
الحلم هو يقَظة الإدراك إلى درجةٍ ما في أثناء النوم، أو هو النتيجة العقلية لشيءٍ من النشاط في مركز من مراكز الإحساس في أثناء النوم. فالحلم إذن نشاطٌ عقلي خلال النوم، ومن أجل هذا لا يحلم الإنسان في أعمق أنواع النوم، والشخص الذي يحلم يسير في الحقيقة نحو استعادة إدراكه، وقد تَبلُغ بعض الأحلام درجة من الوضوح توقظ النائم من نومه، ويعتقد بعض الناس أن معظم الأحلام تحدث حين يأخذ عمقُ النَّوم في القِلة، وإن كان لدينا من الشواهد الكثيرة ما يدل على أن الأحلام قد تحدث في بداية النوم، ومن أشهر هذه الشواهد حالُ ذلك الرجل الذي أطفأ الشمعة وحلم أنه طاف حول العالم، ثمَّ استيقظ فوجد ذبالتها لا تزال محمرَّة.
ويؤكد علماء وظائف الأعضاء أنَّ منشأ الحلم من الوجهة العقلية هو قيام أحد مراكز الإحساس في المخ بوظيفته. وإذا أخذنا من الأحلام أكثرها حدوثًا وهو «الرؤيا» أي الحلم الذي يكون فيه مركز الإبصار هو الذي يقوم بعمله، استطعنا أن نوضِّح قولنا السابق أجلى وضوح.
وذلك أن مركز الإبصار في المخ لا يرى شيئًا في أثناء النوم الصحِّيِّ العميق؛ لأن العينين في ذلك الوقت تكونان مغمضتَين، فلا تصل للمخ تنبيهات عصبية من شبكية العين، ولكن السبب الفسيولوجي للرؤيا أو حلم المرئيات هو أن جزءًا من مركز الإبصار في المخ ينشط في الوقت الذي يكون فيه سائر هذا المركز ساكنًا، وهي الحال التي يجب أن يكون عليها وقتئذٍ.
وإذا كان مركز من مراكز الإحساس نشطًا في الوقت الذي يكون فيه عضو الحسِّ المتَّصل به ساكنًا سُمِّيَ الإدراك الناشئ من هذه الحالة «اهتلاسًا». ويمكن إيضاح ذلك بعبارة أبسط مما سبق، فنقول: إننا إذا رأينا شيئًا ولم يكن في خارج الجسم شيء يقابل هذه الرؤية نُحسُّه أو نمسك به كُنَّا في هذه الحالة نهتلس، ومن أشهر الأمثلة لذلك النوع من الاهتلاس في أثناء اليقظة خنجر مكبث الشهير.
والحلم الذي يكون فيه مركز الرؤية هو الذي يعمل يُسمَّى اهتلاسًا بصريًّا، وهو في حقيقة أمره إحساس، من غير أن يكون له أصل خارجي يَنبعث منه.
وإذن فكل حلم هو اهتلاس حسِّيٌّ لشخص عاقل نائم، ونقول لشخص عاقل نائم لأنَّ هناك اهتلاسات للمَجانين في يقظتهم، ومنها ما هو شديد الخطر عليهم.

## وصلات خارجية
https://www.hindawi.org/books/19464839/ مستقبل النوم
https://wellcomecollection.org/works/zfpbzvdb مستقبل النوم
https://www.goodreads.com/book/show/42297556 مستقبل النوم
https://docplayer.net/227213230-Iior-of-vp-morpheus-the-future-of-sleep.html مستقبل النوم